# Pedicularis attollens
Pedicularis attollens es una especie de planta herbácea de la familia Orobanchaceae, anteriormente clasificada en las escrofulariáceas. 

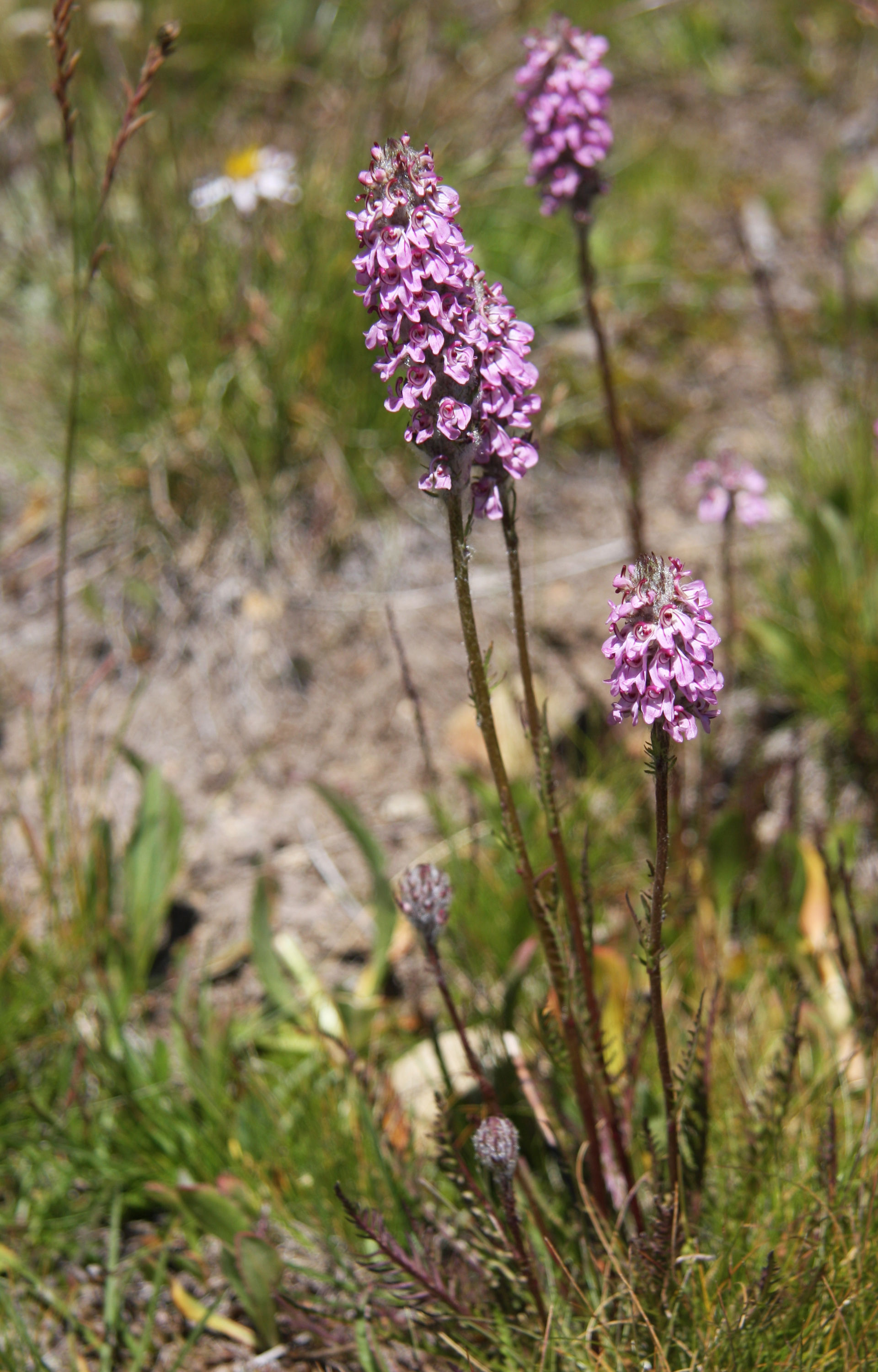
Vista de la planta

## Distribución
Es nativa de Oregón y California, donde crece en zonas montañosas húmedas como las praderas y pantanos. 

## Descripción
Se trata de una planta perenne herbácea que alcanza un tamaño de hasta 60 centímetros de altura máxima con uno o más tallos que emerge de un caudex. Las hojas tienen forma de peine, dividida en muchos lóbulos lineales. La inflorescencia es un racimo ocupando la parte superior del tallo. Los sépalos de las flores y las brácteas entre ellos tienen lana. La flor es de un centímetro de largo y se divide en una labio curvado superior y un labio inferior de tres lóbulos. Es de color rosa o púrpura con rayas más oscuras. El fruto es una cápsula de hasta un centímetro de largo que contiene semillas con superficies reticulares. 

## Taxonomía
Pedicularis attollens fue descrita por Asa Gray y publicado en Proceedings of the American Academy of Arts and Sciences 7: 384. 1868.
Etimología
Pedicularis: nombre genérico que deriva de la palabra latína pediculus que significa "piojo", en referencia a la antigua creencia inglesa de que cuando el ganado pastaba en estas plantas, quedaban infestados con piojos.
attollens: epíteto latíno que significa "levantado"
Sinonimia
- Pedicularis attollens subsp. attollens[4]